# Mozaffarabad
Mozaffarabad (perski: ‏مظفرآباد‎) wieś w Iranie, w ostanie Azerbejdżan Zachodni, w szahrestanie Mijandoab. W 2006 roku liczyła 1707 mieszkańców.